# Peter Hoffmann (Rennfahrer)

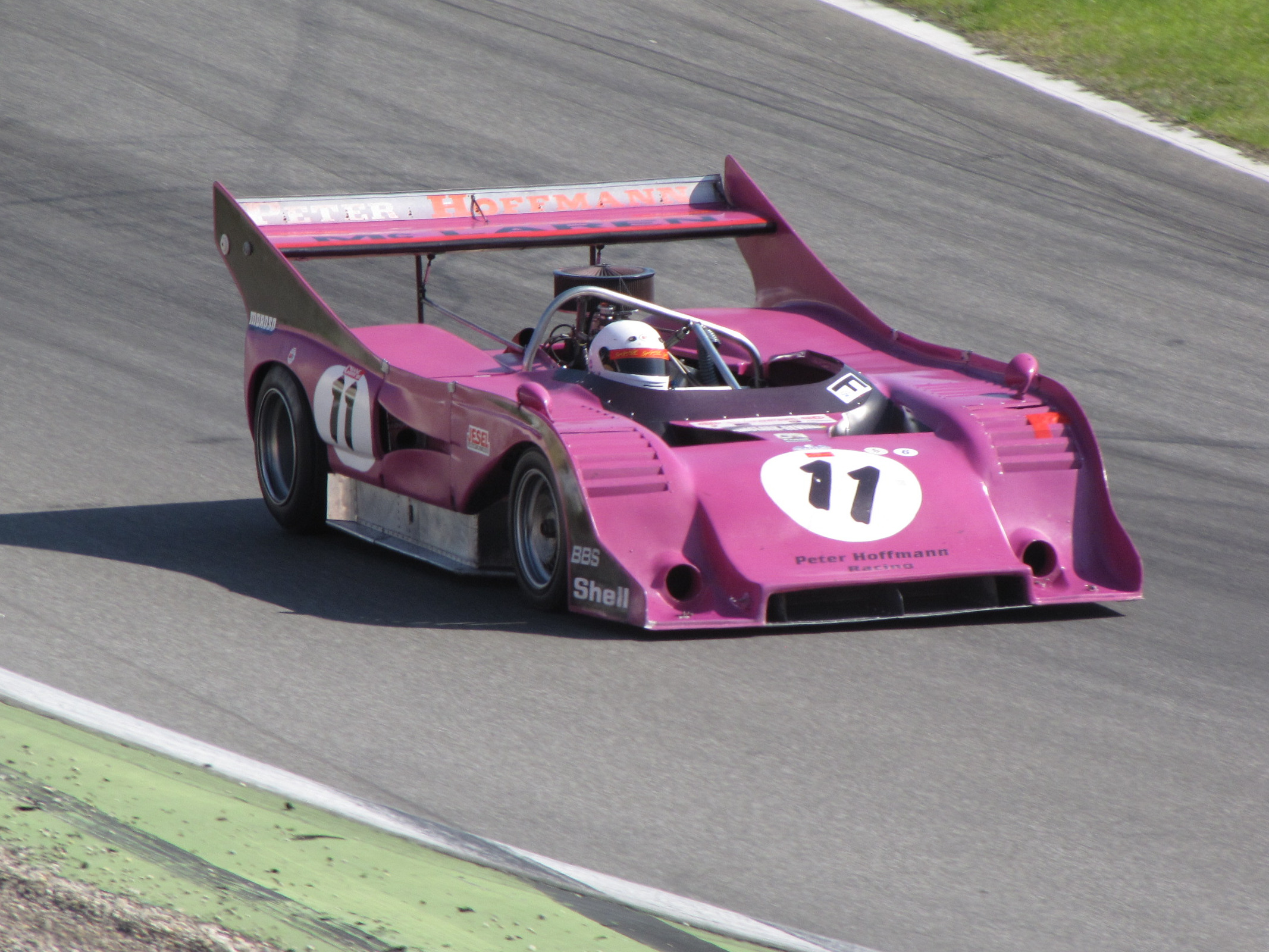
Peter Hoffmann in seinem auffällig lackierten McLaren M8F

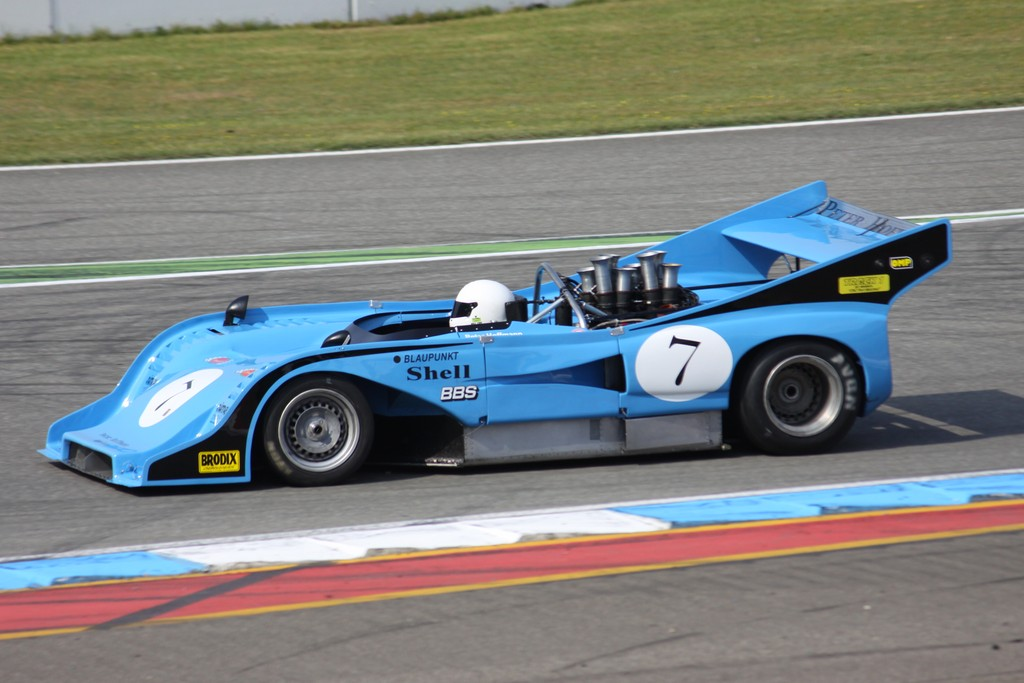
Peter Hoffmann im umlackierten McLaren M8F

Peter Paul Hoffmann (* 1939 in Breslau) ist ein ehemaliger deutscher Automobilrennfahrer.

## Karriere
Peter Hoffmann begann seine Rennfahrerlaufbahn Ende der 1960er-Jahre im Tourenwagen-Motorsport. Von 1967 bis 1969 trat er mit BMW-Fahrzeugen in verschiedenen Rennen an. Sein erstes internationales Rennen fuhr er mit einem BMW 2002 in der 3. Division der Tourenwagen-Europameisterschaft (ETCC) in Zandvoort, das er mit dem neunten Platz beendete.
Ende 1969 wechselte er auf einen Chevrolet Camaro Z28 und eine Chevrolet Corvette Stingray, die er beide bis 1974 einsetzte. Ab 1970 bis 1972 startete er regelmäßig in der ETCC. Dort fuhr er 1970 zusammen mit dem Belgier Edouard Duvigneaud beim 24-Stunden-Rennen von Spa-Francorchamps auf den 17. Platz. Parallel fuhr er bis 1974 in der Deutschen Automobil-Rundstrecken-Meisterschaft (DARM).
Von 1972 bis 1974 startete er in der Europameisterschaft für GT-Fahrzeuge. Ab 1973 bis 1974 trat er mit einem Chevrolet Camaro Z28 in der 1. Division der Deutschen Rennsport-Meisterschaft (DRM) an. Später ging er nochmals 1982 und 1983 mit einem McLaren C8 in der DRM an den Start.
Seine besten Resultate erzielte Hoffmann in der Interserie. Dort ging er von 1974 bis 1988 fast unterbrochen an den Start. Lediglich im Jahr 1978, in dem er mit einem Ralt RT1 eine Saison ohne Erfolg in der Deutschen Formel-3-Meisterschaft fuhr, verzichtete er auf eine Teilnahme in der Interserie.
1974 startete er zunächst für das Team Steinmetz-Autosport GmbH mit einem Opel Commodore Jumbo in der 1. Division der Interserie. Ab 1975 trat er bis 1981 ausschließlich mit einem McLaren M8F in der Rennserie an. In dieser Zeit hatte er mit dem 3. Platz in der Gesamtwertung 1977 und den beiden Vizemeistertiteln 1979 und 1980 seine größten Motorsporterfolge. 1982 bis 1984 setzte er dort dann einen McLaren C8 und von 1985 bis 1988 einen Holbert CAC-2 ein.
Parallel zur Interserie ging er 1976 und 1977 mit einem McLaren M8F in einigen Läufen zur Sportwagen-Weltmeisterschaft an den Start und erreichte mehrere Klassensiege in der S5.0-Wertung. 1986 fuhr er mit einem McLaren C8 in drei Rennen des ADAC Sport Auto Supercup.
Hoffmann startete auch in einigen Langstreckenrennen der Marken-Weltmeisterschaft. Seinen ersten Start in dieser Rennserie hatte er dort 1972 zusammen mit Ivo Grauls auf einer Chevrolet Corvette Stingray beim 1000-km-Rennen von Spa-Francorchamps. Danach trat er in den Jahren 1979, 1980 und 1981 nur beim 1000-km-Rennen auf dem Nürburgring an. Seine beste Platzierung, einen achten Rang, erreichte er dort 1980 zusammen mit Norbert Dombrowski auf einem McLaren M8F.
Nach seinem Rücktritt vom professionellen Motorsport 1988 ging er 2008 und 2013 nochmals beim 24-Stunden-Rennen auf dem Nürburgring an den Start.
2011 und 2012 mit seinem McLaren M8F in historischen CanAm-Rennveranstaltungen.
In den Jahren danach war er teilweise noch bei weiteren historischen CanAm-Rennveranstaltungen mit dem McLaren M8F zu sehen.